# 劉彬士
劉彬士（1770年—1838年），字輔文、號筱圃、又号筠圃，湖北省漢陽府黃陂縣（今湖北省武漢市黃陂縣）人，清朝政治人物、榜眼。

## 生平
乾隆五十九年，湖北鄉試第三十八名舉人。嘉慶六年，會試第二十名，殿試一甲二名賜進士及第，授翰林院編修。嘉慶十二年，任順天鄉試同考官。嘉慶十三年，任國史館總纂官。次年，任國史館提調、江南道監察御史。嘉慶十五年，任順天鄉試監試官、內簾監試官。嘉慶十六年，任會試同考官，稽查北新倉。嘉慶十七年，任掌京畿道監察御史。同年改禮科給事中、巡視中城。嘉慶十八年，任兵科掌印給事中、提督湖南學政。嘉慶十九年，任光祿寺少卿、通政使司參議。嘉慶二十年，任太常寺少卿、大理寺少卿。嘉慶二十一年，任光祿寺卿，稽查彈壓賑場。嘉慶二十三年，稽查左翼宗學。次年監放蘆村粥廠、升任大理寺卿。道光元年，任江西鄉試正考官。道光二年，任磨勘試卷大臣、武殿試讀卷官。道光四年，任都察院左副都御史、禮部右侍郎。次年，任江南鄉試正考官。道光五年，任滿洲蒙古貢監考職考試官。道光六年，任刑部右侍郎、會試新貢士覆試閱卷大臣、乙酉科拔貢朝考閱卷大臣、庶吉士散館閱卷大臣、磨勘散館試卷官、搜檢大臣、署浙江巡撫。道光八年，實授浙江巡撫。道光八年，任浙江文鄉試監臨官、浙江武鄉試主考官。道光十一年，任太僕寺卿、光祿寺卿、提督順天學政、都察院左副都御史。道光十二年，署刑部左侍郎、任總督倉場戶部右侍郎。道光十四年，任吏部右侍郎、刑部左侍郎。道光十七年，署刑部尚書。著有《蓺經堂時文存稿》、《劉筠圃司寇自記節略》。